# Gu Kailai
Gu Kailai (chinesisch 谷開來, Pinyin Gǔ Kāilái; * 15. November 1958 in Peking, Volksrepublik China) ist eine chinesische Anwältin. 

## Leben
Gu Kailai ist die jüngste Tochter von Gu Jingsheng (1903–2004), eines ehemaligen Generals der Volksbefreiungsarmee und hoher Parteifunktionär der Kommunistischen Partei Chinas. Sie gilt deswegen als Prinzling und wird deswegen auch rote Prinzessin genannt. 1984 lernte sie Bo Xilai kennen, der zu dieser Zeit in Dalian Parteisekretär war. Sie heiratete ihn 1986 und im Dezember 1987 gebar sie den gemeinsamen Sohn Bo Guagua. Gu gründete in Peking 1995 ihre eigene Kanzlei und gab 1998 ein juristisches Handbuch über einen von ihr gewonnenen Rechtsstreit in den USA heraus.  Wegen ihrer Ausstrahlung und gepaart mit den politischen Ambitionen ihres Ehemannes, wurde sie vom Wall Street Journal die «Jackie Kennedy Chinas» genannt.

### Verurteilung wegen Mordes
Im April 2012 wurde Gu zeitgleich mit der Entmachtung ihres Ehemanns wegen des Verdachts der Beteiligung an der Tötung des britischen Geschäftsmannes Neil Heywood im November 2011 inhaftiert. Am 26. Juli 2012 erhob die Staatsanwaltschaft Anklage wegen Mordes. Gu Kailai wurde angeklagt, zusammen mit dem ebenfalls angeklagten Mitarbeiter Zhang Xiaojun, Heywood vergiftet zu haben. Sie und ihr Sohn Bo Guagua sollen über geschäftliche Fragen mit Heywood in Streit geraten sein. Der Prozess, der in Hefei stattfand, endete am 20. August 2012 mit einem Schuldspruch. Gu Kailai wurde wegen Mordes zu einer bedingten Todesstrafe verurteilt. Am 14. Dezember 2015 wurde der Antrag des obersten Gerichts in Peking bekannt, wonach die bedingte Todesstrafe in eine lebenslange Freiheitsstrafe umgewandelt werden soll, da Gu Reue gezeigt und an ideologischen Schulungsmaßnahmen und körperlicher Arbeit im Gefängnis teilgenommen habe. Das Gericht machte keine Angaben, wann es darüber entscheiden wird. Eine Umwandlung der lebenslangen Freiheitsstrafe in eine 25-jährige Haftstrafe ist bei fortgesetzter guter Führung möglich.